# Brock Hardy

Nebraska Cornhuskers

Brock David Hardy (ur. 27 kwietnia 2000) – amerykański zapaśnik walczący w stylu wolnym. 
Trzeci na MŚ U-23 w 2023 roku. 
Zawodnik Box Elder High School z Brigham City i University of Nebraska–Lincoln. Trzy razy All-American w NCAA Division I (2023-2025). Drugi w 2025; trzeci w 2024 i szósty w 2023 roku.